# なごやか (鉄道車両)
なごやかは、日本国有鉄道（国鉄）が1980年（昭和55年）に改造製作し、1987年（昭和62年）4月の国鉄分割民営化以降は東日本旅客鉄道（JR東日本）が1997年（平成9年）まで保有していた和式客車で、ジョイフルトレインと呼ばれる車両の一種である。

## 概要
東京北鉄道管理局が1980年12月から1981年（昭和56年）にかけて12系の改造により製作した、車内を畳敷きにした和式客車である。12系改造のお座敷列車としては門司鉄道管理局のお座敷列車「海編成」に続いて2編成目である。両端の車両はスロフ12形800番台、中間の車両はオロ12形800番台である。改造は大宮工場が担当した。
鉄道ファンなどからは国鉄末期から配置されていた尾久車両区の略号にちなみ「オク座」の通称で呼ばれていた。

## 車両
各車の愛称は、関東地方の旧国名から採られている。全車両がグリーン車である。
- 1号車：スロフ12 803「相模」（旧スハフ12 8） - 定員44名
- 2号車：オロ12 805「武蔵」（旧オハ12 226） - 定員46名
- 3号車：オロ12 806「安房」（旧オハ12 243） - 定員46名
- 4号車：オロ12 807「上野」（旧オハ12 20） - 定員46名
- 5号車：オロ12 808「下野」（旧オハ12 19） - 定員46名
- 6号車：スロフ12 804「常陸」（旧スハフ12 11） - 定員44名

なお、塗装は改造当初12系原色のままであったが、1987年に原色をベースに赤白の斜め線を入れた塗装となったのち、1992年（平成4年）に白と水色で車体を斜めに塗り分けた塗装に変更された。

## 沿革
尾久客車区（現・尾久車両センター）に配置され、主に関東地区の団体臨時列車として運用されていた。
- 1981年（昭和56年）：運行開始。
- 1987年（昭和62年）：JR東日本に継承、塗装変更。「なごやか」の愛称付与。
- 1992年（平成4年）：塗装変更。
- 1997年（平成9年）：後継車両として485系改造の「華」が登場し、それに伴い同年7月17日付で廃車[1]。